# Curuppumullage Jinarajadasa

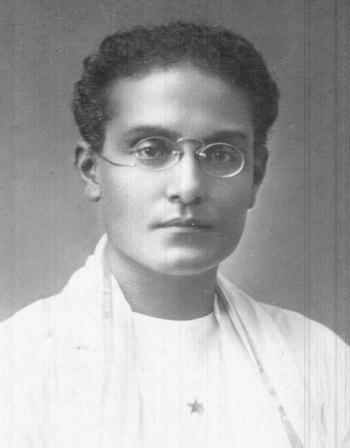
Curuppumullage Jinarajadasa

De Indiër Curuppumullage Jinarajadasa (16 december 1875 – 18 juni 1953) was een theosofisch leider, schrijver, leraar en organisator. Hij bekleedde van 1946 tot 1953 het ambt van vierde internationale president van de Theosofische Vereniging.

## Levensloop
Curuppumullage Jinarajadasa werd geboren op het eiland Ceylon (Sri Lanka), uit boeddhistische ouders. Net als Jiddu Krishnamurti werd hij  door Charles Webster Leadbeater "ontdekt". Leadbeater was ervan overtuigd dat Raja (zoals Jinarajadasa werd genoemd) een reïncarnatie van zijn overleden jongere broer was.
Op 13-jarige leeftijd kwam Raja met Leadbeater naar Engeland. Hij was uitermate begaafd. Hij studeerde aan het St. Johns College in Cambridge. In 1900 behaalde hij een diploma in sanskriet en filologie.
Hij begon zijn theosofisch werk op het eiland Ceylon (Sri Lanka) als onderdirecteur van het Ananda College. Op aanraden van Annie Besant ging hij naar Italië, waar hij twee jaar verbleef. Hij studeerde er aan de universiteit van Pavia.
In 1905 reisde hij voor het eerst naar de Verenigde Staten. Het begin van vele reizen over de hele wereld. Tot aan de Tweede Wereldoorlog bezocht hij verscheidene landen in Europa. Hij ging naar Australië, Nieuw-Zeeland, India, Birma, Japan, Vietnam, Singapore, Hongkong, Shanghai en de Verenigde Staten.  In Zuid-Amerika introduceerde hij de theosofie.
Hij reisde over land en over zee, nooit per vliegtuig. De bagage die hij bij zich had was enorm. Ze bestond uit koffers, zakken, kisten met een draagbare bibliotheek, medicijnen. 
Op zijn wereldreizen gaf hij voordrachten in het Engels, Frans, Spaans, Portugees en het Italiaans, talen die hij soms onderweg door zelfstudie leerde. 
Tijdens de Tweede Wereldoorlog verbleef hij in Londen en werkte er bij de Engelse vrijwillige brandweer.
Na de oorlog hernam hij zijn reizen, ondanks zijn zwakke gezondheid. In 1946 werd hij, unaniem, verkozen tot internationale president van de Theosofische Vereniging.  In 1949 richtte hij in Adyar, de School of Wisdom op.
Toen in 1953 zijn termijn van 7 jaar presidentschap verliep, voelde hij zich niet meer in staat dit ambt nog verder uit te oefenen. Het presidentschap werd overdragen aan Nilakantha Sri Ram.
Raja wilde echter nog eenmaal naar de Nieuwe Wereld. Hij reisde naar Engeland, waar hij enige tijd verbleef. Daarna nam hij de boot naar de Verenigde Staten waar hij korte tijd na zijn aankomst overleed. Hij werd gecremeerd en, volgens zijn laatste wens, werden zijn assen uitgestrooid in een nabijgelegen rivier. 
Curuppumullage Jinarajadasa hield van bomen en bloemen. Hij bracht, uit alle landen die hij bezocht, zaden mee naar Adyar.
Hij heeft zich zijn hele leven ingezet voor de theosofie en hij hield van zijn medemens. Overal waar hij kwam werd hij al snel the Apostle of Art and Beauty genoemd. Een naaste vriend zei To know him is to love him.
Curuppumullage Jinarajadasa heeft meegewerkt aan het boek Occult Chemistry (in het Nederlands: Occulte Scheikunde) van Annie Besant en Charles Webster 
Leadbeater.
Zijn echtgenote heeft zich erg ingezet voor het lot van de vrouwen in India.

## Werken van Jinarajadasa
- Grondbeginselen der Theosofie
- De toekomst van broederschap
- Wat wij zullen leeren
- Het werk des heeren
- Practische theosofie
- Bloemen en tuinen
- Ik beloof
- Dood en wat dan?
- In zijn naam
- Grondbeginselen der kunst-uitdrukking
- De nieuwe opvatting van Theosofie
- De overwinning van geest en stof
- Economie en theosofie
- Christus en Buddha
- Is en zal zijn
- Hoe wij onze vorige levens herinneren
- The ritual of the Mystic Star
- Release
- The meeting of the east and the west
- The message of the future
- The ideas of theosophy
- The divine vision
- The heritage of our fathers
- The seven veils of consciousness
- The law of Christ
- Theosophy and reconstruction
- Theosophy and modern thought
- The nature of mysticism
- Christ the Logos
- The Lord's work
- The faith that is the life
- The reign of law
- Letters of the Masters of Wisdom